# Trnovi (Cetingrad)
Trnovi is een plaats in de gemeente Cetingrad in de Kroatische provincie Karlovac. De plaats telt 13 inwoners (2001).